# Juan José Catalán
Juan José Catalán (San Miguel de Tucumán, 15 de agosto de 1932 - ibídem, 15 de enero de 2013) fue un abogado y político argentino, que ocupó el cargo de Ministro de Cultura y Educación de la Argentina, durante la dictadura de Jorge Rafael Videla.

## Trayectoria
Juan José Catalán nació en San Miguel de Tucumán el 15 de agosto de 1932, en el seno de una familia tradicional de la provincia de La Rioja, como hijo de Diego Pedro Catalán y de María Susana Iramain. Su padre había sido diputado nacional entre 1942 y 1943 por el Partido Demócrata Nacional en representación de La Rioja. Mientras que por el lado de su madre estaba emparentado con hombres de la talla de Joaquín V. González, Héctor González Iramain y Nicolás González Iramain. 
Catalán arrancó su carrera política durante los últimos años de las primeras presidencias de Juan Domingo Perón mientras terminaba sus estudios universitarios en la Universidad Nacional de Tucumán, entre 1953 y 1954 fue elegido como presidente de la Federación Universitaria del Norte. De allí salió hacia el Partido Socialista, afiliándose luego de la Revolución Libertadora, a pesar de que sus antecedentes familiares lo colocaban dentro de la línea del conservadurismo. 
Una vez que el Partido Socialista se divide entre Democráticos y Argentinos en 1958, Catalán se aleja de las filas partidarias y comienza a dedicarse exclusivamente al ejercicio de su profesión como abogado. En 1967 preside la línea triunfante en la elección del Colegio de Abogados de Tucumán. Catalán fue ministro de Economía de Tucumán entre los años 1967 a 1968, bajo la intervención Roberto Avellaneda.
En 1977 es nombrado por el dictador Jorge Rafael Videla como ministro de Educación de la Nación. Durante su gestión se distribuyó entre los docentes del país un manual para detectar «actividades subversivas» y «luchar contra la guerra de la subversión», a miembros de Montoneros o el ERP, etc., el cual era uno de los objetivos del Proceso de Reorganización Nacional, que implementó el terrorismo de Estado y una política de censura cultural. En septiembre de 1977 anunció un plan para reducir el número de universidades públicas del país por considerar que eran «excesivas» y que el Estado no poseía recursos para mantenerlas. Se señaló también que el objetivo era evitar la formación de cuadros políticos o simpatizantes de grupos armados, contrarios a la Dictadura militar.
En 1983 se unió al Partido Federal de Francisco Manrique, por el cual fue candidato a senador nacional por la Capital Federal, pero no resultando electo. 
En los años 2000 se le quitó su jubilación de privilegio de 4590 pesos (1713 dólares) mensuales
debido a su colaboración con la sangrienta dictadura cívico-militar argentina (1976-1983).

## Muerte
En sus últimos años de vida sufrió de cáncer, por ello, se suicidó con arma de fuego en San Miguel de Tucumán el 15 de enero de 2013, a los 80 años.